# Nealcidion trivittatum
Nealcidion trivittatum är en skalbaggsart som först beskrevs av Bates 1863.  Nealcidion trivittatum ingår i släktet Nealcidion och familjen långhorningar.
Artens utbredningsområde är Venezuela. Inga underarter finns listade i Catalogue of Life.